# Крити Санон
Крити Санон (родена на 27 юли 1990 г.) е индийска актриса, която работи във филми на Боливуд. След като получава диплома по инженерство от Jaypee Institute of Information Technology, за кратко работи като моден модел. Санон започва актьорската си кариера, като играе главната дама в екшън филмите от 2014 г. 1: Nenokkadine и Heropanti. Последното ѝ носи наградата Filmfare за най-добър женски дебют.
Кариерата на Санон напредва с главни роли в комерсиално успешните романтични комедии Bareilly Ki Barfi (2017) и Luka Chuppi (2019), а нейните най-касови издания идват с ансамбловите комедии Dilwale (2015) и Housefull 4 (2019). Тя печели наградата Filmfare за най-добра актриса за ролята на сурогатна майка в Mimi (2021).
Санон се появява в списъка на 100-те знаменитости на Forbes India за 2019 г. Тя стартира своя собствена линия дрехи и компания за фитнес, а също така е била представител на няколко марки и продукти.